# سیارک ۴۹۵۶
سیارک ۴۹۵۶ (به انگلیسی: 4956 Noymer، نامگذاری:1990VG1) چهار هزار و نهصد و پنجاه و ششمین سیارک کشف شده‌است که در ۱۲ نوامبر ۱۹۹۰ کشف شد.
قدر مطلق سیارک برابر ۱۳٫۵۰ است.